# 夏樹聖子
夏樹 聖子（なつき せいこ、1972年1月21日 - ）は、日本の元AV女優。高校卒業直後の18歳デビューということで注目されたが、あまり活躍せずに終わった。現在は引退している。

## 主な出演作品

### 夏樹聖子 のアダルトビデオ
- 露出狂時代　（1990年、ミス・クリスティーヌ）
- 公衆便女　（1990年、ビジュアルインフォメーションプロダクツ）
- サルになる　（1990年、アテナ映像）